# Pertre
Pertre é uma comuna francesa na região administrativa da Bretanha, no departamento Ille-et-Vilaine. Estende-se por uma área de 44,2 km². Em 2010 a comuna tinha 1 414 habitantes (densidade: 32 hab./km²).